# Cadillac
A Cadillac amerikai autómárka, ami főleg luxuskategóriájú autókat gyárt. A Cadillac az egyik legismertebb autómárka a világon. 1902-ben alapította a céget Henry Leland, majd 1908-ban eladta a vállalatot a General Motorsnak, amely azóta is birtokolja a Cadillacet. Az Oldsmobile márka megszűnése után a legöregebb működő amerikai autógyár lett, amelynek autói az Amerikai Egyesült Államokban prémium márkának számítanak. A név eredete Detroit alapítójához, Antoine Laumet de La Mothe Cadillac nevéhez kötődik, aki egyben Henry Leland őse is volt, és így róla kapta az autógyár a nevét. A márka logója a családi címerüket vette alapul, de az évek során többször is változott. A Cadillac jelenleg több mint 50 országba exportál autókat, de jelentős részüket a belföldi piacon értékesíti. A 2008-as válság a Cadillecet is érintette, de az Amerikai Egyesült Államok kormánya nem hagyta csődbe menni a General Motorst. Bár a General Motorsnak több autógyárát be kellett zárnia, de ez nem érintette a Cadillacet, így a márka továbbra is fennmaradhatott. A Saab eladásával a General Motorsnak a Cadillac maradt az egyetlen prémium márkája. Ezért az új Cadillac modelleket rohamosan fejlesztik, hogy minél nagyobb részt fedjenek le a Saab eladása után keletkezett űrből a jármű piacon. A Cadillac 2010 óta jelentős változásokon megy át. Egyik legfontosabb céljuk, hogy a fiatalabb korosztályt is elérjék, jelenleg ugyanis vásárlóik átlagéletkora 62 év.

## Történet

### 1900-as évek
A Cadillacet 1902-ben Henry Leland mérnök és vállalkozó alapította. A márkát az egyik őse Antoine Laumet de La Mothe Cadillac után nevezte el, aki Detroit városának alapítója volt. A Cadillac család történelmi címerét vette alapul, amikor az autómárkának logót választott. Hat éven belül a Cadillac megteremtette a feltételeit, hogy a modern tömeggyártás beinduljon. Ez eredményezte, hogy az első amerikai autógyárként sikerült elnyernie a Dewar Trophyt, az angol Királyi Automobil Szövetségtől, és adoptálta a „Standard of the World” azaz a „Világ szabványa” szlogent.  1909-ben a General Motors megvette a gyárat.

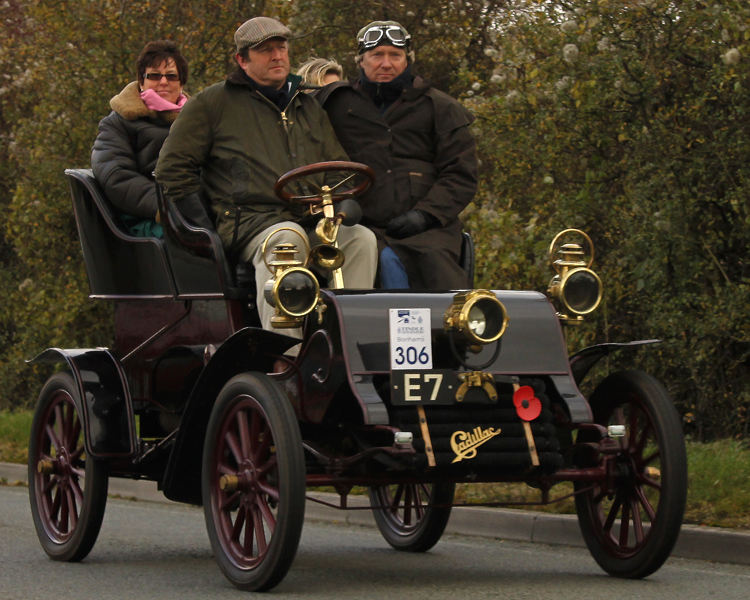
Cadillac 6 1/2HP Tonneau 1903
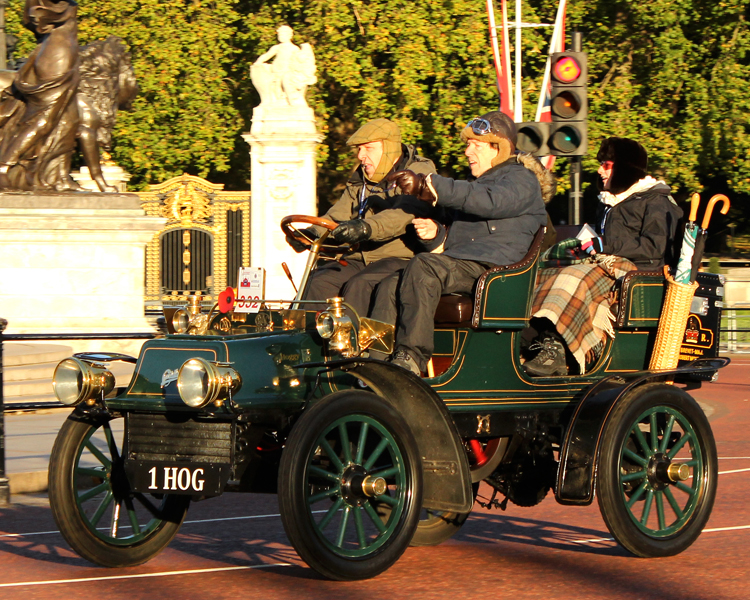
Cadillac 8 1/4HP Surrey 1904
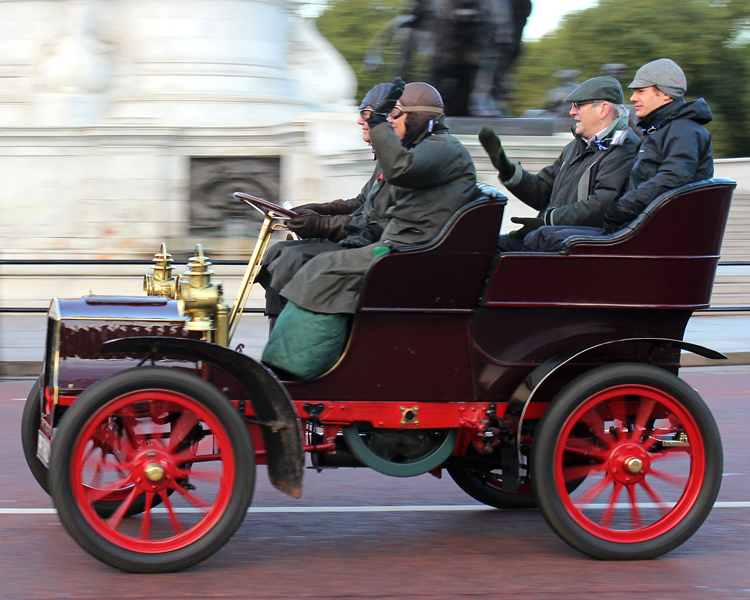
Cadillac 10HP Tonneau 1904
Cadillac 6 1/2HP Rear-entrance tonneau 1904
Cadillac 8 1/4HP Detachable-top limousine 1904
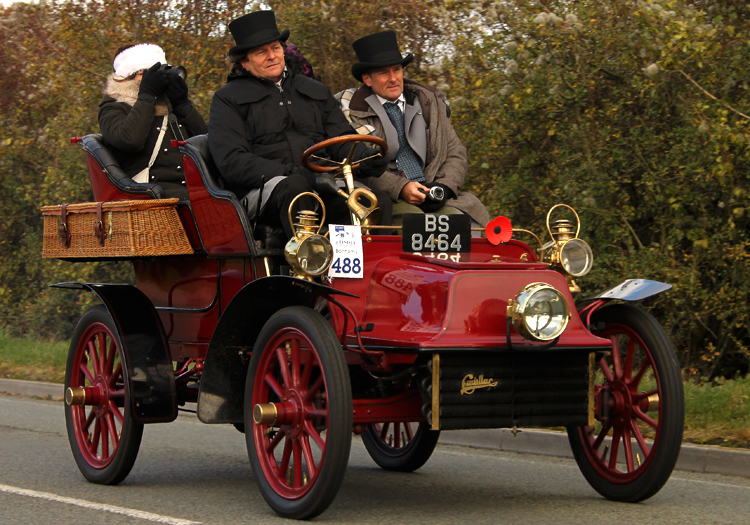
Cadillac 8 1/4HP Tonneau 1904
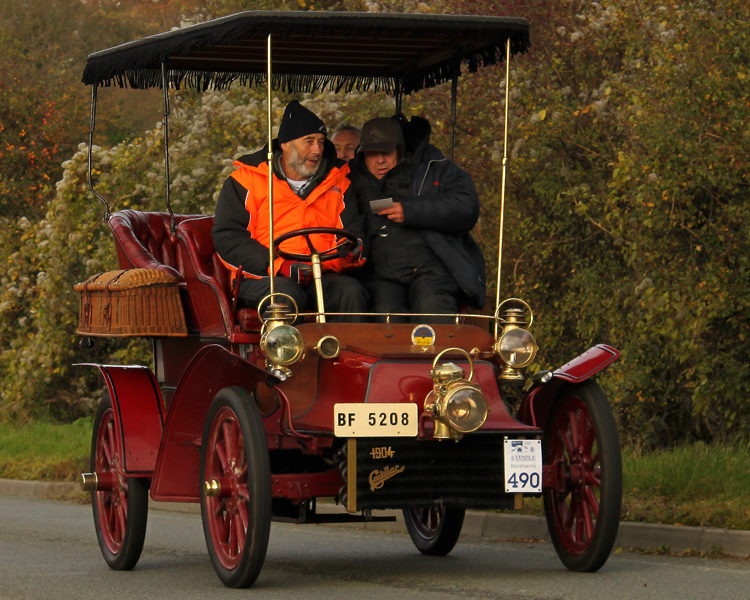
Cadillac 8 1/4HP Tonneau 1904
Cadillac 8 1/2HP Tonneau 1904
Cadillac 10HP Tonneau 1904
Cadillac 9HP Limousine

### 1910-es évek

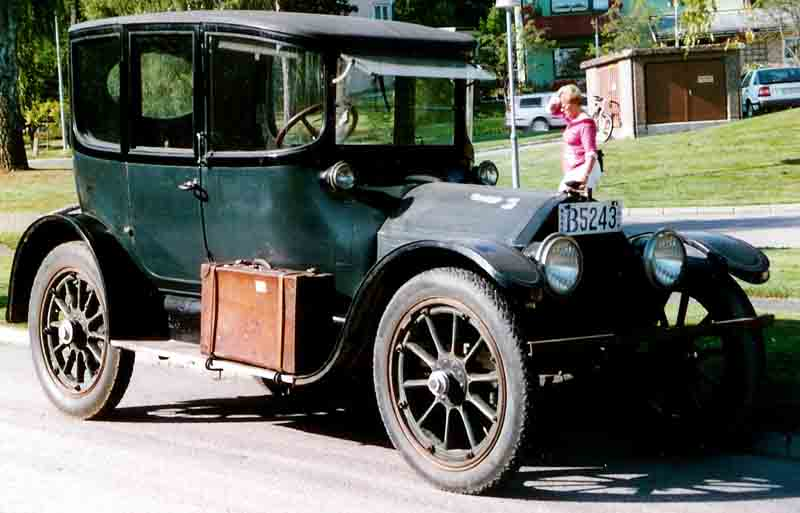
1914-es Cadillac Sedan

A Cadillac Model Thirty volt az első autó, amelynek beindításához nem volt szükség kurblira, ugyanis elektromos gyújtású motorja volt, ami a jármű lámpáit is működtette. Ez különösen vonzóvá tette a modellt a női vezetők körében. A Cadillacnek ebben az évtizedben másodszor is sikerült elhódítani a Dewar Trophyt, így ők voltak az első autógyár akiknek, kétszer sikerült elnyerniük ezt a címet. 1915-ben a gyár bemutatta az első tömeggyártású nyolc hengeres, vízhűtéses motorral felszerelt Cadillac Type 51et, amely később a védjegyévé vált. Ez a típus volt az első ahová bal oldalra szerelték a kormányt, és későbbi modellek már bal oldali kormánnyal felszerelt típusok voltak. 

### 1920-as évek
Az 1920-as években a járművek megjelenéseiben és formáiban jelentős változások történtek. 1924-ben a Cadillac kezdte először alkalmazni a lakkozott festéket a járműveiken. A vásárlóik több mint 500 színkombináció közül választhatták ki az autójuk színét, míg a legtöbb vetélytársuk csak a fekete árnyalataiban gyártotta autóikat. 1926-ban a vállalathoz szerződtették Harley Earlt, aki 1927-ben megtervezte a LaSallet. A LaSalle volt az első amerikai autó, amit nem egy mérnök, hanem egy stylist tervezett. Az eredmény egy elegáns, áramvonalas krómozott kiegészítőkkel felszerelt jármű lett, amely nagy hatással volt a gyár vezetőinek szemléletére. Ezt a filozófiát alkalmazták a későbbi modelljeikben is, és az évtized végére a Cadillac egyet jelentett a szépséggel és a luxussal. 

### 1930-as évek
A gazdasági válság körül a Cadillac 16 hengeres motorokkal felszerelt személygépkocsikat is gyártott. Ezek a Cadillacek a gyár ikonjai váltak. Az akkori idők emberei szerint ezek a kocsik „Annyira füstösek és csendesek voltak, hogy nehéz volt elhinni, hogy ezeket a kocsikat is benzin hajtja” A 16 hengeres motorokat egy 12 hengeres motor váltotta, amely átmenet volt a nyolc és 16 hengeres motorok között. 1937-ben építettek egy új nyolchengeres motort, mellyel megnyerték az Indianapolisi autóversenyt, és ennek a sikernek köszönhetően megdöntöttek minden korábbi autó eladási rekordot. 1938-ban a Cadillac vezette be először a napfénytetőt, amivel forradalmasította az autógyártást.

### 1940-es évek
Nem sokkal a Pearl Harbor elleni japán támadás után a gyárban leállították az autógyártást. Tudásukat és forrásaikat a háborús igények kielégítésének szentelték. A nyolc hengeres motorjaikat, váltóikat sikeresen alkalmazták az M-5-ös könnyű harckocsikban és az M-8-as önjáró lövegekben. Ennek hatására új szlogent vett fel a gyár „Famous in Peace – Distinguished in Battle” azaz „Híresek békeidőben – Kiválóak a csatában” A háború után Harley Earl tervező még egyszer forradalmasította az amerikai autógyártást. Bevezette a kocsikon a hátsó szárnyak alkalmazását Ez a stílus határozta meg az elkövetkező 20 év amerikai autóinak formáját. Az ötletet a P–38 Lightning repülőgépek villás hátsófarkai adták. 1949-ben elnyerték a legelső Az Év Autója Díjat, mellyel újra megerősítették a hírnevüket az autógyártásban. 

### 1950-es évek

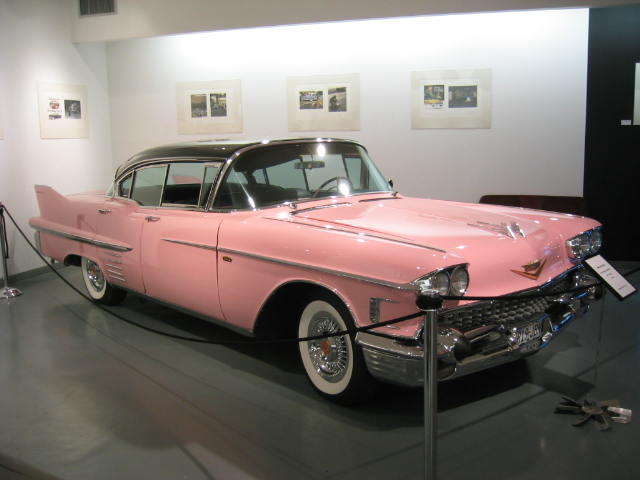
1958-as Cadillac Deville Sedan

A második világháború után egyre több autóra volt szükség, és a Cadillac gyár 1950 és 1951 között több mint 100 000 autót gyártott, ami közel a duplája volt, mint amit a háború előtti években készített. A Cadillacnek újabb dicsőséget sikerült elérnie azáltal, hogy a Le Mans-i 24 órás autóversenyen a harmadik, a tizedik és tizenegyedik pozícióban Cadillac kocsik futottak be. Az évtized végére a Cadillac lett az első olyan autógyár, amelyik rendszeresítette a szervokormányt az összes általa gyártott autóban. A vállalat folytatta a biztonsági elemek beépítését a kocsikba, köztük az automatikus fényváltó kapcsolót. A Cadillac Eldorado farka lett a leghosszabb, a valaha épített személygépkocsik között. Az évtized végére a Cadillac az ötvenes évek egyik szimbóluma lett.

### 1960-as évek
A Cadillac tovább folytatta a korábban megkezdett technológiai és stílusirányzatát. Az 1960-as években megjelentek az első önszabályozó fékek a járművekben. Az Eldorado típust megújították, és ez olyan jól sikerült, hogy az 1963-as Cadillac Eldorado lett minden idők legismertebb Cadillecje. 1964-ben a gyár termosztatikus fűtést, hűtést és légkondicionálót épített az autóiba. A következő években az olyan újítások mint az automata működésű lámpák, az első üléseken lévő biztonsági övek, a változtatható erősségű szervokormányok, az elektromos ülésmelegítők és a sztereó rádiók gyors sikereket hoztak a cégnek. 1965-ben az amerikai éra véget ért, a hosszú hátsó farkak kimentek a divatból, és felhagytak az ilyen típusok gyártásával.

### 1970-es évek
A Cadillac az 1970-es évekre az Eldorado típust megint megújította. Áttervezték a tengelyeket és az új modellben volt a legnagyobb forgatónyomaték, a személygépkocsik között. 1974-ben bevezették a légzsák elődjét és a katalizátoros átalakítót, a káros anyagkibocsátások csökkentésére. 1975-ben a Cadillac volt az első amerikai autó, amelyik bevezette az elektromos injektoros benzinbefecskendezőt. 1978-ban a Seville piacra lépésével, megjelentek az első komputerizált autók, amelyeknek már digitális kijelzője volt. 

### 1980-as évek

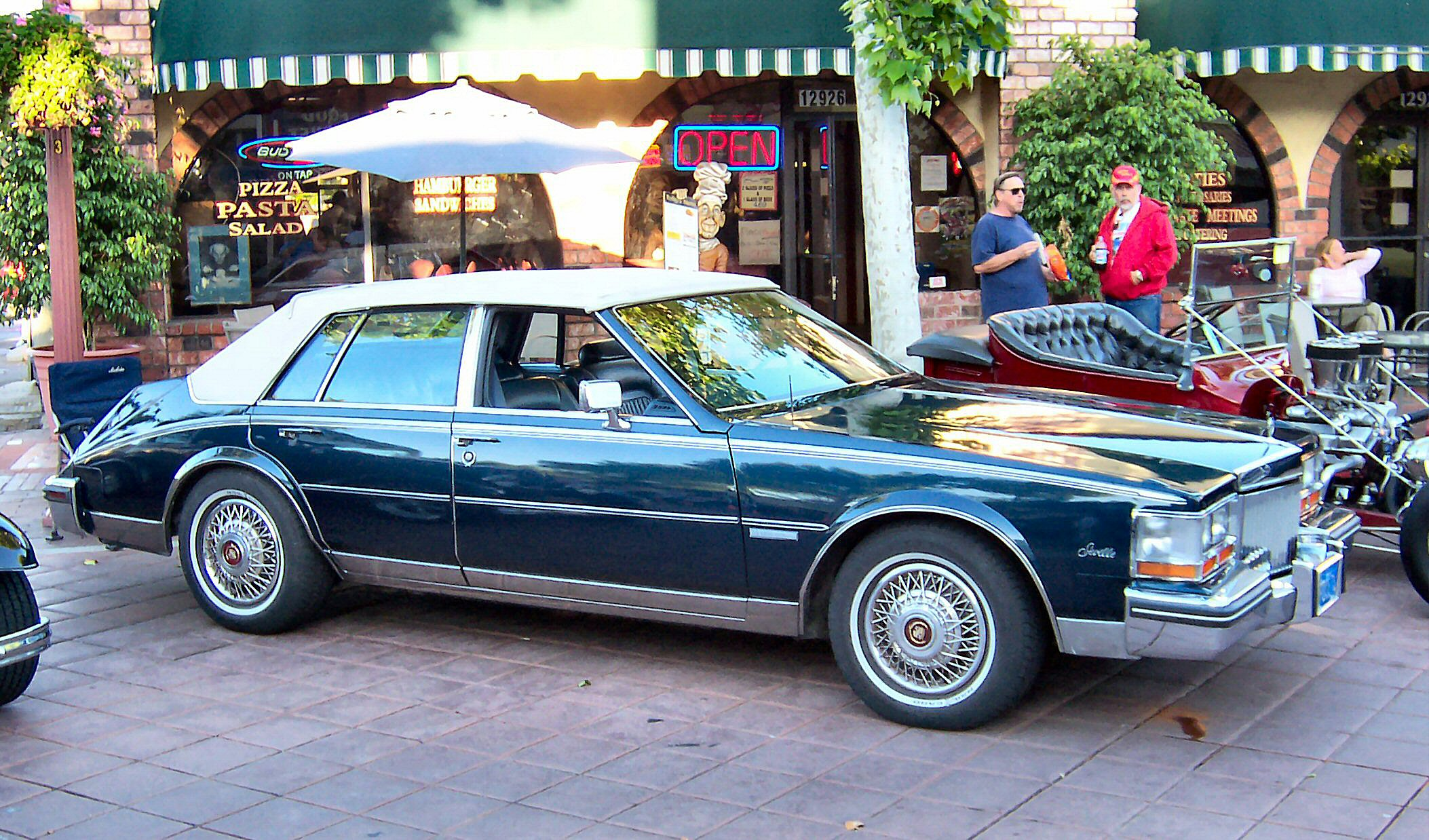
1980-as Cadillac Seville

A Cadillac a nyolcvanas évek dinamizmusához alkalmazkodva megjelentette a Seville Elegantet, melynek hátsó része már nagyon eltért az 1960-as évek autóitól. A kocsi hátulja az 1930-as és 1940-es évek kocsiformáinak modern változatára emlékeztetett. Az újítások terén a Cadillac volt az első autógyár, amelyik alkalmazott integrált mikroprocesszorokat a jármű irányítóberendezésében, benzinbefecskendezésében és a jármű diagnosztikában. A cég szintén úttörő volt a szervizszolgáltatások terén. Egységesítette az olyan folyamatokat, mint amilyenek az új modellek bemutatói, a járművek kiszállítása a vevőkhöz, vagy az új autók kipróbálásának lehetősége. Ezek a változtatások meghozták a várt eredményt, és a Cadillac az első helyen végzett a vásárlók elégedettségi szintjét mérő felmérésen.

### 1990-es évek
A Cadillac elsőként mutatta be Amerikában az elektronikus kipörgés gátló rendszert, melyet az 1990-es Cadillac Allanteben rendszeresített először. Ugyanebben az évben elnyerte a Malcolm Baldridge Nemzeti Minőség Díjat. 1992-ben a 32 szelepes Northstar 8 hengeres motor lehetővé tette, hogy a jármű vészüzem módban még, 50 mérföldet megtegyen hűtés nélkül. A motorhoz kapcsolódott egy töltési rendszer, amely közel tökéletes benzinadagolást tett lehetővé. 1992-ben a Cadillac Seville Touring Sedan lett az év autója, köszönhetően az olyan alkalmazásoknak, mint a kipörgés gátló rendszer, a blokkolásgátló fékrendszer, a sebességre érzékeny felfüggesztés vagy az elektronikus erőátvitelnek köszönhetően. Ez a modell újra világhírnevet hozott a cégnek, és több mint 40 országba exportálták ezt a modellt.

### 2000-es évek
Ebben az évtizedben ünnepelte a 100-adik születésnapját a gyár, amely bebizonyította, hogy képes a XXI. század formai követelményeinek megfelelni. Erre a díjnyertes Cien Concept modell a bizonyíték, melyet az F–22 Raptor formái ihlettek. A városi luxusterepjárók között a Cadillac Escalade igazi ikonná nőtte ki magát, míg a második generációs Cadillac CTS Sedannak sikerült elnyernie 2008-ban az Év Autója címet. A 2009-es CTS a Nürburgringen új világrekorddal a leggyorsabb nyolchengeres jármű lett. A Converj Concept modellel nyitott a gyár az elektromos hajtású autók irányába. A luxusautót egy forradalmian új elektromos Voltec motor hajtja. Amire a gyár különösen büszke, hogy Barack Obama elnöknek a Cadillac biztosítja az elnöki járművet.

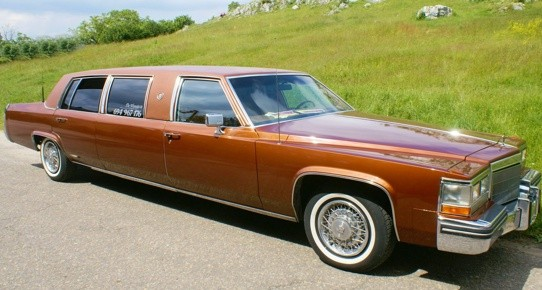
Cadillac Fleetwood Brougham nyújtott kivitelben

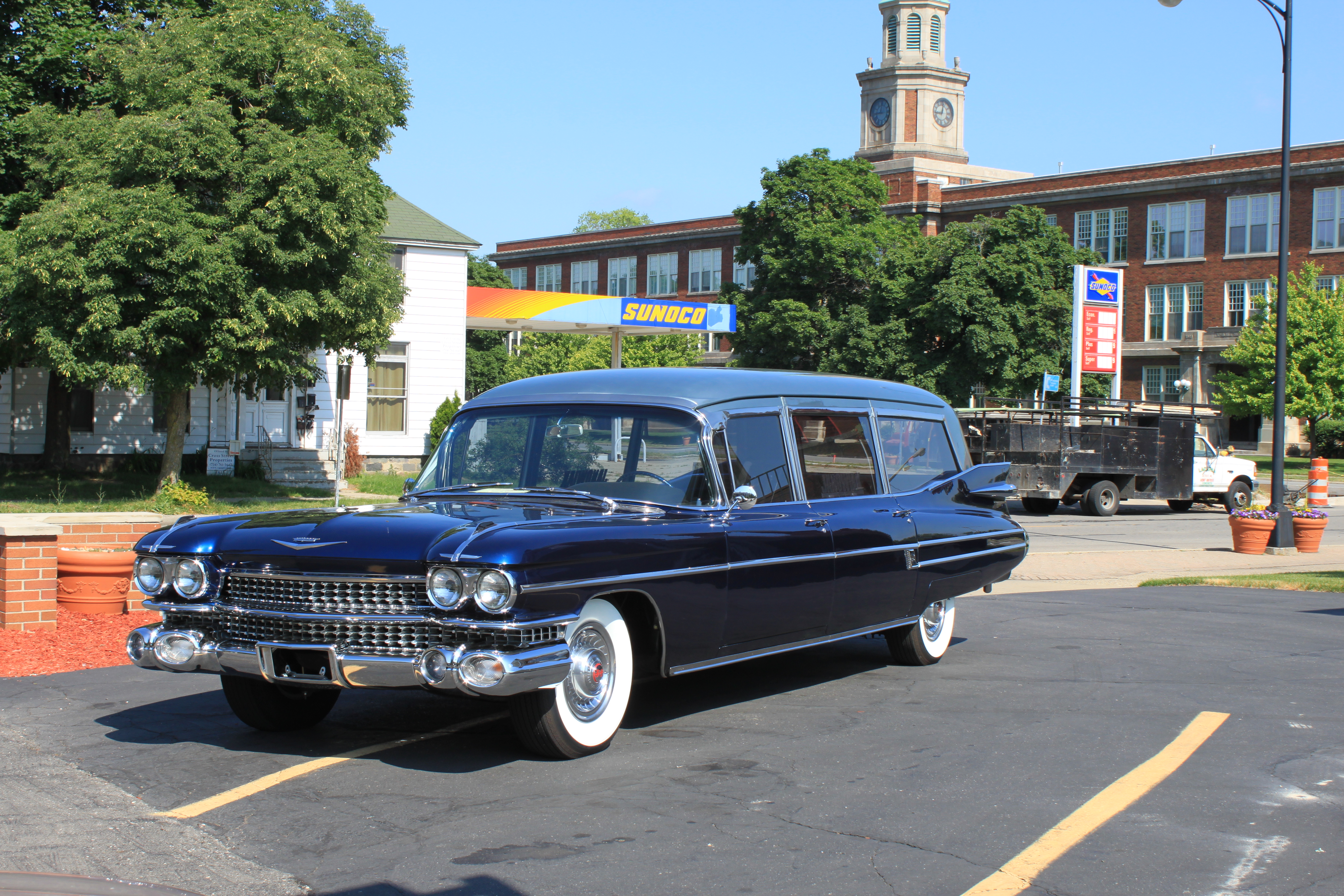
1959-es Cadillac pompakocsi, a halottaskocsi igényesebb változata

## Egyéb változatai
A Cadillac mint az amerikai autóipar egyik vezető luxusmárkája számos különleges kivitelű formában jelent meg: a konkurens Lincolnnal együtt a legrégebb idők óta készülnek belőle különféle nyújtott változatok, ezáltal a tipikus limuzin egyik szinonimájává vált az idők során. Az amerikai elnökök is e két cég speciális, nyújtott és golyóálló változatait használták, de a Cadillacet gyakrabban, jelenleg is ez a márka van használatban. Ezen kívül sokáig mentőjárművek is készültek belőlük és ízléses halottaskocsiknak is régóta a Cadillac modelljei szolgálnak alapként.

## Jelenlegi modellek
- ATS
- CTS
- CTS-V
- CTS Station Wagon
- CTS-V Station Wagon
- CTS Coupé
- CTS-V Coupé
- CT6
- STS
- XTS
- DTS
- SRX
- Escalade

## Kulturális hatás

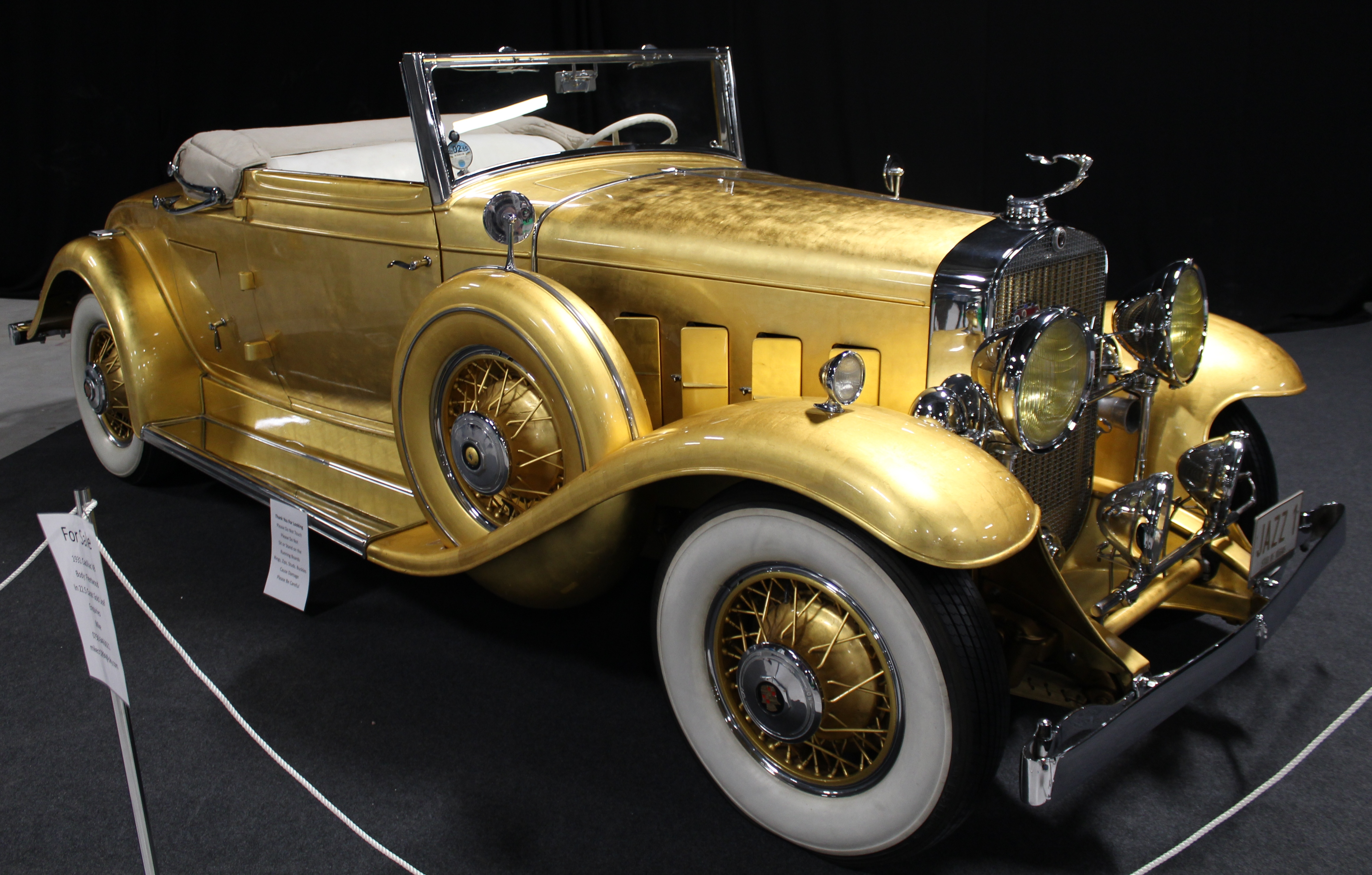
A világhírű zongoraművész Liberace arany Cadillac gépkocsija

A Cadillac autók megjelenésükkel, és eleganciájukkal hatással voltak a kultúrára. Több olyan film is készült, melyben jelentős szerepet játszik valamelyik Cadillac modell. A Dolan és a Cadillac című filmben a főhősnek egy páncélozott Cadillac Escaladeval utazó maffiózóval kell szembeszállnia. Híres film a Cadillac Man című amerikai film. Az Egyesült Államokban az 1990-es években készült egy rajzfilmsorozat, Cadillacek és dinoszauruszok címmel. Több ismertebb Cadillac is fontos szerepet kapott filmekben, az Austin Powers – Aranyszerszám című filmben Austin Powersnek egy extrákkal felszerelt 1976-os Cadillac Eldoradót biztosít az ügynökség. A Sliders című sorozatban Rembrandt Brown egy 1970-es Cadillac DeVillel együtt csúszott be a párhuzamos világok közötti átjáróba. A Szellemirtók egy 1959-es Cadillac Miller-Meteor mentőautót alakítottak át a legendás Ecto-1-esnek, mellyel a szellemirtásokhoz utaztak.  A Transformersek közül Stockade egy Cadillac Escaladé tud átalakulni. Magyarországon Fábry Sándor Cadillac Drive címen készített műsort, melyben egy használt Cadillacet hoztak haza barátjával és a kocsi tulajával, Wahorn Andrással az Amerikai Egyesült Államokból Szibérián keresztül Magyarországra. Az Itt a gyémánt, hol a gyémánt? című francia filmvígjátékban egy 1951 Cadillac Series 62 Convertible látható, mint a szőke bűnözőnő kocsija.
A filmek mellett sok zenei előadót is megihletett a jármű. Warren Smith a Red Cadillac and a Black Moustache számot írta, míg CC Catch a Backseat of your Cadillacet. A nyolcvanas évek egyik meghatározó csapata a Modern Talking a  Geronimo’s Cadillac című dalával tisztelgett a kocsi előtt, klipjükben többször is látható egy Cadillac. Little Richard Annie is back,  Elvis Presley a  Pink Cadillac And A Lot Of Cash,  Carey & Lurrie Bell a Cadillac Assembly Line és  Chuck Berry a Maybellene dalt írta, melyekben szerepelnek  Cadillacek. Elvis Presley a magánéletében is szívesen járt Cadillacel, rózsaszín Cadillacjei, köztük az 1955-ös Fleetwood Series 60-asa, a rock and roll korszak egyik jelképévé vált.  Elvis Presley élete során több mint 30 Cadillac tulajdonosa volt.